# Naamsgeschiedenis van het Nederlands
Het Nederlands is doorheen zijn geschiedenis met verschillende namen aangeduid. Het oudste Nederlands werd aangeduid met vormen van het gereconstrueerde *þeudisk, zoals het Middelnederlandse 'Diets'. In de middeleeuwen en vroegmoderne tijd duidde men de volkstaal van de Nederlanden ook aan met de termen 'Nederlands', 'Nederduits' en voor bepaalde regio's 'Vlaams' en 'Hollands'. Vanaf de 19e eeuw is Nederlands de dominante benaming.

## Vroege geschiedenis
De oudste bekende naam voor het Nederlands is het gereconstrueerde bijvoeglijk naamwoord *þeudisk, waarbij de þ voor een stemloze interdentale wrijfklank staat en de eu voor een tweeklank die ongeveer als "e-oe" werd uitgesproken. *þeudisk is afgeleid van het Germaanse woord *þeudô-, dat 'volk' betekent. *Þeudisk betekent dus 'volks', als in 'volkstaal', en stond niet enkel voor de voorgangers van wat nu het Nederlands is.
Deze benaming is niet schriftelijk opgetekend, maar er bestaat een Latijnse vorm van het woord: theodiscus. Later noemde men het Nederlands en het Duits in het Latijn ook teutonicus en germanicus. De laatste ons bekende tekst waarin theodiscus werd vernoemd, is de Vita Sancti Trudonis.
Men neemt aan dat deze benaming in de 6e eeuw in het West-Frankische gebied aan de bovenloop van de Schelde of in de 8e eeuw aan het hof van de Karolingers is ontstaan.

## Middeleeuwen: 'Diets' en 'Vlaams'
In de Nederlanden ontstonden uit het oude *þeudisk of uit het Latijnse theodiscus de Middelnederlandse varianten duutsc en dietsc (het latere 'Diets'). Dietsc is de westelijke vorm en duutsc de oostelijke en noordoostelijke. In het Duitse Rijnland gebruikte men de vorm diutesch, in het Middelnederduits düdesch (zie ook: Diets).
Het Oudfranse Thiois is eveneens een voortzetting van *þeudisk. Thiois noemde men de Germaanstalige inwoners van Vlaanderen, Brabant en Limburg, en soms ook die van Holland en Zeeland.
'Diets' verwees naar de taalvarianten (taalfamilie) die nu als Continentaalwestgermaans worden aangeduid. Het sloeg op de voorgangers van zowel het Nederlands als het Duits. De termen dietsc en duutsc werden gebruikt als afbakening van de eigen taal tegenover de Romaanse talen, in het bijzonder tegenover het Frans. Binnen het Middelnederlands was er wellicht geen betekenisverschil tussen dietsc en duutsc.
Dietsc en teutonicus verdwenen in het graafschap Vlaanderen in de loop van de 13e eeuw. In Vlaanderen werd de eigen taal vanaf dan vlaamsch genoemd. In Franse teksten uit Brabant vindt men nog thiois, in Franse teksten uit Vlaanderen daarentegen flamenc (in het moderne Frans flamand). De nieuwe benaming van de taal in Vlaanderen hangt samen met de welvaart en het zelfbewustzijn van de Vlaamse steden in de 13e en 14e eeuw, met name Brugge, Gent en Ieper.
Tegen het einde van de 15e eeuw kreeg het woord een ruimere betekenis. Flamenc sloeg sindsdien ook op de taal van Brabant en ten slotte ook wel op het Nederlands in het algemeen. Ook in de Zuid-Nederlandse volkstaal zette zich het Vlaams door. Zo verscheen er rond 1500 in Antwerpen een boek met de titel: Vocabulair pour aprendre Romain et flameng. Vocabulaer om te leerne Walsch ende Vlaemsch.
In de overige delen van de Nederlanden bleef dietsc langer in gebruik. Maar tegen het einde van de 15e eeuw werd dietsch door duitsch als naam voor de volkstaal verdrongen.

## Vroegmoderne tijd: 'Nederlands', 'Nederduits', 'Hollands' en 'Vlaams'
Tegen het einde van de 15e eeuw verscheen het begrip Nederlands als naam voor de volkstaal van de Nederlanden en Noord-Duitsland. Daarbij lag de klem op het onderscheid tussen nederlantsch en overlantsch (in het Duits niderlendisch en oberlendisch). Oorspronkelijk had Nederlands dus de betekenis "Nederlands of Noord-Duits".  De nieuwe onderscheiding tussen overlantsch en nederlantsch hing samen met de uitvinding van de boekdrukkunst. De drukkers moesten om economische redenen een taal gebruiken die door zoveel mensen als mogelijk verstaan werd. Daardoor werd men zich bewust van de taalverschillen tussen het Noorden en het Zuiden van het Nederlands-Duitse taalgebied.
De oudste geschreven tekst waarin Nederlands wordt genoemd, is een incunabel uit Gouda uit het jaar 1482 ("Drie blinde danssen").
"also wel ... overlantsche als nederlantsche tale ende sprake".
Een ander voorbeeld is een vertaling van het "Narrenschiff" uit Lübeck uit het jaar 1519:
"uth dem hochdutzschen in sassche efte nederlendesche sprake".
In de 15e eeuw veranderde de betekenis van Niderlant en Nederland. Het begrip omvatte nu een gebied dat van Vlaanderen en Brabant tot Kleef en Wezel in de thans Duitse noordelijke Nederrijn (untere Niederrhein) reikte.
Dat de term een preciezere betekenis kreeg, had waarschijnlijk ook te maken met de politieke eenmaking van de gewesten op het gebied van het huidige Nederland en België. Deze gebieden waren eerst onder de Bourgondische kroon en dan onder de Habsburgse kroon verenigd. De gewesten van de Nederlanden waren dus al voor de officiële onafhankelijkheid (Vrede van Münster, 1648) een soort eenheid. Dit geheel werd vaak Niderlant of Nyderlande genoemd (de spelling is hier een beetje toevallig). Keizer Maximiliaan I noemde in zijn brieven zijn Nederlandse bezittingen Nyderlande of noz pays d'embas. Ook de kanselarij van keizer Karel V had het in 1515 over deze onze Nederlanden. In het Frans luidde de naam pays-bas of pays d'embas.
De populariteit van de namen Nederlands en Nederlanden hangt waarschijnlijk ook samen met de onafhankelijkheidsstrijd in de Tachtigjarige Oorlog tegen Spanje. Deze gebeurtenis maakte de bevolking van de Habsburgse Lage Landen uniek en dat vroeg om een eigen en nauwkeurige benaming.
In het midden van de 16e eeuw verscheen de naam Nederduits. Terwijl men in Noord-Duitsland de eigen taal nog sassisch of nederlendisch noemde, gebruikte men in de Nederlanden voor de eigen taal steeds vaker het begrip Nederduits. In Latijnse teksten uit de 16e eeuw vindt men Inferior Almania en Germania inferior als naam voor de Nederlanden.  De vroegste vindplaats voor Nederduits is uit 1551. Een liedboek van Susato, Antwerpen 1551, "Het ierste musyck boexken mit vier partyen" vermeldt "liedekens in onser nederduytscher talen". De term vond inburgering omdat de Synode van Dordrecht de naam Nederduits Hervormde Kerk invoerde, omdat het begrip Duits strookte met de beleving dat het om de eigen taal ging, en omdat vooraanstaande grammatici zoals Moonen, Huydecooper en ten Kate uitsluitend dit begrip hanteerden.
In de Spaanse en Oostenrijkse Lage Landen raakte – vooral onder Franse invloed – Vlaams ingeburgerd als naam voor de Nederlandse taal. Later werd Vlaams ook een topografisch begrip, namelijk de naam van het Nederlandstalige gebied van de Oostenrijkse Lage Landen. In het Belgische koninkrijk (vanaf 1830) werden Vlaams en flamand de gebruikelijke namen voor het Nederlands.
Sinds het midden van de 17e eeuw doken begrippen als Hollandtsch (1650) en hollandtsche taal (1647) op. De Hollandse dialecten hebben een centrale rol gespeeld bij het ontstaan van het moderne Nederlands. Daarom werd het Hollandse dialect vaak met het Nederlands vereenzelvigd, en Nederland vaak Holland genoemd, in het bijzonder in de gesproken taal en in het buitenland. In de geschreven taal is dit onderscheid wel gebruikelijk.

## 19e eeuw
De Nederlandse Grondwet van 1815 noemt het land Koninkrijk der Nederlanden. In de moderne taal heeft zich de naam Nederland doorgezet. De officiële naam van het land heeft ook het gebruik van het begrip Nederlands bevorderd. Een andere factor zal de Duitse taalwetenschap van de 19e eeuw zijn geweest, die het begrip Nederduits (Niederdeutsch) toepaste op de dialecten van Noord-Duitsland. Het begrip Nederduits werd daardoor onprecies en dubbelzinnig.
In België bleef het begrip Nederduits veel langer in gebruik. Daar werd nog in het begin van de 20e eeuw een Nederduitsche Bloemlezing als schoolboek gebruikt. Nederlands als naam voor de Nederlandse taal werd door de Vlaamse Beweging en door sommige intellectuelen gepropageerd. In de volkstaal zei (en zegt) men daarentegen Vlaams.